# ذي غنم (المخادر)

تعديل مصدري - تعديل

ذي غنم محلة تابعة لقرية العراري، التابعة لعزلة السحول بمديرية المخادر إحدى مديريات محافظة إب في الجمهورية اليمنية، بلغ تعداد سكانها 40 حسب تعداد اليمن لعام 2004.